# Sonderausschuss Landwirtschaft
Der Sonderausschuss Landwirtschaft (SAL, englisch Special Committee on Agriculture, SCA) ist ein Gremium der Europäischen Union. Er dient zur Vorbereitung der Sitzungen des Rat für Landwirtschaft und Fischerei und übernimmt in diesem Politikbereich die Aufgaben des Ausschusses der Ständigen Vertreter (AStV). Bei den Mitgliedern des SAL handelt es sich um hochrangige Landwirtschaftsexperten, die von den Mitgliedstaaten abgeordnet werden.
Die Trennung von SAL und AStV (der für die Vorbereitung der Ratstagungen zu allen anderen Politikbereichen zuständig ist) geht auf die besondere Rolle zurück, die die Gemeinsame Agrarpolitik in der Anfangsphase der Europäischen Gemeinschaft spielte. Da die auf europäischer Ebene behandelten Agrarfragen technisch sehr kompliziert waren und zugleich den größten Teil des EG-Budgets ausmachten, sollte für diesen Bereich ein besonders ausgebildetes Expertengremium eingerichtet werden. Allerdings wurde wiederholt kritisiert, dass durch den SAL die Agrarpolitik stark von den übrigen Bereichen der EU abgegrenzt wird, was die Bearbeitung von Themen erschwert, die sowohl die Landwirtschaft als auch andere Politikfelder betreffen. Außerdem wurde dem SAL mangelnde Transparenz und eine zu große Nähe zu den europäischen Bauernverbänden vorgeworfen.